# Carpi Football Club 1909 2014-2015
Questa voce raccoglie le informazioni riguardanti il Carpi Football Club 1909 nelle competizioni ufficiali della stagione 2014-2015.

## Stagione
La stagione 2014-2015 del Carpi, è la seconda nella sua storia in Serie B: la squadra emiliana, viene dal 12º posto del primo storico campionato cadetto.
Dopo la mancata conferma di Pillon, il 30 giugno viene nominato nuovo allenatore dei biancorossi Fabrizio Castori. Il ritiro estivo del Carpi è stato ad Urbino, dal 21 luglio al 2 agosto. Nelle Marche il Carpi disputa e vince tutte e tre le amichevoli: la prima il 24 luglio contro la Fermana per 1-0 con gol di Gagliolo; la seconda due giorni dopo contro il Matelica per 3-0 con reti di Poli e doppietta di Colognini; nell'ultima amichevole il 30 luglio, gli emiliani vincono per 4-0 contro la Vis Pesaro con doppietta di Concas, Romagnoli e Ridolfi. Nell'ultimo giorno di ritiro i carpigiani vincono un'amichevole contro il Sassuolo, a Carpineti, per 2-0 con doppietta di Mbakogu. Il 7 agosto arriva un'altra vittoria in amichevole, questa volta contro la Virtus Castelfranco per 2-0 con doppietta di Gatto. La prima sconfitta nel pre-campionato, arriva il 9 agosto contro la Pistoiese per 1-0. Il 23 agosto, una settimana prima dell'esordio in campionato, il Carpi pareggia al Cabassi 1-1 contro il Parma con Lasagna che risponde al vantaggio iniziale di Amauri.
Il primo impegno stagionale è il secondo turno di Coppa Italia, la trasferta contro il Pisa del 17 agosto. La partita non verrà giocata in casa dei biancorossi a causa dell'indisponibilità del Cabassi, perciò gli emiliani hanno chiesto di poter giocare all'Arena Garibaldi di Pisa. La gara termina 2-1 in favore dei toscani, risultato che sancisce l'eliminazione del Carpi. La prima giornata del campionato del Carpi è il 30 agosto, in trasferta contro il Livorno appena retrocesso. La gara, termina con il risultato di 1-1. La prima vittoria arriva la giornata seguente, il 7 settembre, con un 4-2 contro il Varese al Cabassi.
Il 15 settembre il club, con una nota sul sito ufficiale, fa sapere che il portiere Ivan Kelava, arrivato in estate in prestito dall'Udinese, si è reso protagonista di un grave inadempimento del contratto, dimostrando mancanza di rispetto verso la società ed i compagni. Il portiere, dal canto suo, aveva manifestato la volontà di rientrare all' Udinese in seguito alla panchina della trasferta di Crotone. La società proprietaria del cartellino del giocatore provvede quindi, di comune accordo con il Carpi, a far terminare il prestito anzitempo. Il Carpi perciò, il 3 ottobre, torna sul mercato degli svincolati per acquistare Roberto Maurantonio, portiere che serve così per completare il posto nel reparto lasciato da Kelava.
Il 20 dicembre il Carpi si laurea campione d'inverno con due giornate d'anticipo con 37 punti, seique in più del Frosinone secondo a 31. Gli emiliani chiudono il girone d'andata il 28 dicembre con un 2-0 a Catania consolidandosi al primo posto a 43 punti, più nove sulla seconda (il Frosinone) e sulla terza (il Bologna). Questo distacco è da record, poiché non c'era mai stato una così grande distanza dalla prima (in precedenza, nel campionato 2004-2005 il Genoa si distanziava 7 punti dal Perugia). I biancorossi, sono in vetta al campionato dal 25 ottobre (10ª giornata), quando vinsero a Pescara per 0-5 e si portarono in vetta alla classifica con 18 punti (in quel momento insieme a Frosinone, Bologna e Trapani). Il primato solitario in Serie B è arrivato il 1º novembre (12ª giornata) dopo un 1-0 contro il Vicenza (rete di Mbakogu), risultato che portò il Carpi a 24 punti. Fino ad ora il Carpi è la squadra che ha ottenuto il maggior numero di vittorie (12), minor numero di sconfitte (2) nel campionato cadetto, il miglior attacco con 39 gol segnati e la seconda miglior difesa del campionato con 18 gol subiti.
L'8 gennaio 2015 il Carpi, con un comunicato ufficiale, prende atto della positività di Fabio Concas alla cocaina. Il centrocampista, è stato sottoposto a test antidoping il 13 dicembre dopo il derby contro il Modena. Il 20 gennaio la società, in seguito alla sospensione, rescinde il contratto di Concas.
Il 28 aprile, in seguito al pareggio casalingo contro il Bari, il Carpi conquista la sua prima storica promozione in Serie A. Il grande traguardo è stato raggiunto, dopo 106 anni di storia, con quattro giornate d'anticipo e 75 punti, più 12 sulla terza e più 11 sulla seconda. Cinque giorni dopo, il 3 maggio, gli emiliani ottengono la certezza matematica del primo posto vincendo così la Coppa Ali della Vittoria (trofeo dedicato a chi vince il campionato), dopo aver avuto la meglio nel derby contro il Modena per 2-1. La stagione degli emiliani si conclude con lo 0-0 casalingo contro il Catania e con la consegna, da parte del presidente della Lega Serie B Andrea Abodi, della Coppa Ali della Vittoria al capitano Porcari. In classifica invece, il Carpi termina con 80 punti (+ 9 sul Frosinone a 71) frutto di 22 vittorie (record stagionale), 14 pareggi e 6 sconfitte (record anch'esso). Inoltre il Carpi è stata la squadra con miglior difesa della Serie B (28 reti subite, eguagliando il record del Palermo nella stagione passata per il campionato a 22 squadre), con 59 reti realizzate e la miglior differenza reti con +31.

## Divise e sponsor
Lo sponsor tecnico per la stagione 2014-2015 è confermato Sportika, così come lo sponsor ufficiale Blumarine che si trova centrato sulla maglia (main sponsor degli emiliani dal 2012). Il giorno della presentazione il co-sponsor in alla sinistra dello stemma del Carpi è Blusport ma si alternerà comunque con Cava International, già presente nella passata stagione. Le maglie (che il Carpi aveva già indossato nei primi impegni ufficiali) sono state presentate ufficialmente il 2 settembre nella sala stampa dello stadio Cabassi, ed indossate dai calciatori Fabrizio Poli e Antonio Di Gaudio.
La maglia casalinga resta bianca con bordi rossi, con pantaloncini e calzettoni bianchi. La novità è il colletto vintage ed i nuovi font per il nome e i numeri di maglia, che saranno neri e non rossi. Il marchio dello sponsor Blumarine è di colore bianco su uno sfondo blu così come il co-sponsor. Non ci sono novità per quel che riguarda la divisa da trasferta che sarà interamente rossa mentre la terza è nera, con ricami bianchi. Qui, gli sponsor Blumarine e Cava International sono di colore blu su sfondo bianco, stesso colore usato per i numeri e i nomi sulla maglia. Così come la seconda divisa, anche le maglie dei portieri non subiscono variazioni: infatti saranno totalmente verde la prima, ma anche blu e rossa. Anche in questo caso, sia i colori degli sponsor che i nomi e numeri di maglia, saranno i medesimi della seconda divisa.
| Casa | Trasferta |

## Organigramma societario
Dal sito internet ufficiale della società.
CDA
- Presidente: Claudio Caliumi
- Amministratore delegato e socio di maggioranza: Stefano Bonacini
- Responsabile settore giovanile: Roberto Marani

Area tecnica
- Direttore sportivo: Cristiano Giuntoli
- Responsabile area tecnica: Aldo Preite
- Responsabile area tecnica settore giovanile: Roberto Canepa
- Team manager: Matteo Scala
- Responsabile campo da gioco: Mauro Barigazzi
- Magazzinieri: Claudio Sternieri, Gianni Lodi
- Allenatore: Fabrizio Castori
- Allenatore in seconda: Giandomenico Costi
- Collaboratori tecnici: Andrea Nuti, Davide Zanasi
- Preparatori atletici: Matteo Pantaleoni
- Preparatore dei portieri: Roberto Perrone

Segreteria
- Segretario generale: Giuseppe Valentino
- Aiuto segretario: Mauro Bellentani
- Segreteria settore giovanile: Francesca Meninno

Area amministrativa
- Responsabile amministrazione: Ileana Raviola
- Responsabile biglietteria: Rosy Russo

Area marketing e comunicazione
- Responsabile marketing: Simone Palmieri
- Ufficio marketing: Paolo Ferrari
- Responsabile comunicazione: Stefano Gozzi
- Responsabile ufficio stampa: Enrico Ronchetti
- Responsabile sito internet: Davide Corradini
- Fotografo ufficiale: Carlo Foschi

Sicurezza e tifosi
- Delegato alla sicurezza: Luca Diana
- Delegato rapporti tifoseria: Enrico Ronchetti

Area sanitaria
- Responsabile sanitario: Dott. Giampiero Patrizi
- Medici sociali: Dott. Claudio Montanari, Dott. Fabrizio Pinto, Dott. Vincenzo Tronci, Dott. Christos Tsatsis
- Fisioterapisti: Andrea Bolognesi, Riccardo Levrini, Davide Salati

## Rosa
Rosa aggiornata al 14 marzo 2015.
| N. |                     | Ruolo | Calciatore                 |
| -- | ------------------- | ----- | -------------------------- |
| 1  | Italia (bandiera)   | P     | Renato Dossena             |
| 2  | Italia (bandiera)   | D     | Valerio Nava               |
| 2  | Italia (bandiera)   | D     | Marco Modolo               |
| 3  | Italia (bandiera)   | D     | Gaetano Letizia            |
| 4  | Italia (bandiera)   | D     | Alessio Sabbione           |
| 5  | Italia (bandiera)   | D     | Fabrizio Poli              |
| 6  | Italia (bandiera)   | D     | Riccardo Gagliolo          |
| 7  | Italia (bandiera)   | C     | Fabio Concas               |
| 8  | Italia (bandiera)   | C     | Raffaele Bianco            |
| 9  | Italia (bandiera)   | A     | Roberto Inglese            |
| 10 | Nigeria (bandiera)  | A     | Jerry Mbakogu              |
| 11 | Italia (bandiera)   | C     | Antonio Di Gaudio          |
| 12 | Italia (bandiera)   | P     | Paolo Guerci               |
| 12 | Italia (bandiera)   | P     | Roberto Maurantonio        |
| 13 | Slovenia (bandiera) | D     | Aljaž Struna               |
| 14 | Italia (bandiera)   | C     | Massimiliano Gatto         |
| 15 | Italia (bandiera)   | A     | Kevin Lasagna              |
| 16 | Italia (bandiera)   | D     | Daniele Sarzi Puttini      |
| 17 | Italia (bandiera)   | C     | Filippo Porcari (capitano) |
| 18 | Italia (bandiera)   | C     | Elio De Silvestro          |

| N. |                          | Ruolo | Calciatore         |
| -- | ------------------------ | ----- | ------------------ |
| 18 | Italia (bandiera)        | C     | Mario Pugliese     |
| 19 | Italia (bandiera)        | C     | Lorenzo Pasciuti   |
| 20 | Italia (bandiera)        | C     | Lorenzo Lollo      |
| 21 | Italia (bandiera)        | D     | Simone Romagnoli   |
| 22 | Brasile (bandiera)       | P     | Gabriel            |
| 23 | Italia (bandiera)        | D     | Emanuele Suagher   |
| 25 | Italia (bandiera)        | C     | Matteo Ricci       |
| 25 | Italia (bandiera)        | A     | Federico Palmieri  |
| 26 | Senegal (bandiera)       | A     | Pape Dia           |
| 26 | Italia (bandiera)        | C     | Antonio Loi        |
| 27 | Guinea-Bissau (bandiera) | C     | Carlos Embalo      |
| 27 | Italia (bandiera)        | C     | Alberto Torelli    |
| 28 | Italia (bandiera)        | C     | Simon Laner        |
| 29 | Italia (bandiera)        | C     | Alberto Mazzariol  |
| 30 | Croazia (bandiera)       | P     | Ivan Kelava        |
| 30 | Italia (bandiera)        | P     | Jean Claude Consol |
| 30 | Italia (bandiera)        | P     | Matteo Brunelli    |
| 31 | Italia (bandiera)        | A     | Salvatore Molina   |
| 32 | Italia (bandiera)        | D     | Nicola Pasini      |

## Calciomercato

### Sessione estiva(dall'1/7 al 2/9)
| Acquisti | Acquisti             | Acquisti   | Acquisti                         |
| R.       | Nome                 | da         | Modalità                         |
| -------- | -------------------- | ---------- | -------------------------------- |
| P        | Ivan Kelava          | Udinese    | prestito                         |
| P        | Gabriel              | Milan      | prestito                         |
| P        | Renato Dossena       | -          | svincolato                       |
| P        | Paolo Guerci         | Bellaria   | fine prestito                    |
| P        | Francesco Forte      | Gavorrano  | fine prestito                    |
| P        | Francesco Rossignoli | Fersina    | fine prestito                    |
| P        | Riccardo Marani      | Taranto    | fine prestito                    |
| D        | Alessio Sabbione     | -          | svincolato                       |
| D        | Nicolò Sperotto      | Torino     | rinnovo comproprietà             |
| D        | Andrea Boron         | Forlì      | definitivo                       |
| D        | Davide Ferrara       | Triestina  | ?                                |
| D        | Marco Fusar Bassini  | Gavorrano  | prestito                         |
| D        | Emanuele Suagher     | Atalanta   | prestito con diritto di riscatto |
| D        | Valerio Nava         | Atalanta   | prestito con diritto di riscatto |
| D        | Aljaž Struna         | Palermo    | prestito                         |
| D        | Alessandro Vinci     | Gavorrano  | definitivo                       |
| C        | Luca Bertoni         | Milan      | definitivo                       |
| C        | Gabriele Boilini     | Correggese | definitivo                       |
| C        | Giacomo Ridolfi      | Vis Pesaro | definitivo                       |
| C        | Alberto Torelli      | Vis Pesaro | definitivo                       |
| C        | Lorenzo Lollo        | Spezia     | definitivo                       |
| C        | Malick Mbaye         | Chievo     | prestito con diritto di riscatto |
| C        | Simon Laner          | Verona     | prestito                         |
| C        | Matteo Ricci         | Roma       | prestito con diritto di riscatto |
| C        | Elio De Silvestro    | Juventus   | prestito con diritto di riscatto |
| C        | Carlos Embalo        | Palermo    | prestito con diritto di riscatto |
| C        | Nicolas Teggi        | L'Aquila   | fine prestito                    |
| C        | Massimiliano Gatto   | Chievo     | prestito con diritto di riscatto |
| A        | Luca Cognini         | Matelica   | definitivo                       |
| A        | Federico Palmieri    | Recanatese | definitivo                       |
| A        | Kevin Lasagna        | Cerea      | definitivo                       |
| A        | Pape Dia             | Udinese    | prestito                         |
| A        | Jerry Mbakogu        | -          | svincolato                       |
| A        | Roberto Inglese      | Chievo     | prestito con diritto di riscatto |
| A        | Manuel Sarao         | Savona     | fine prestito                    |

| Cessioni | Cessioni             | Cessioni        | Cessioni                         |
| R.       | Nome                 | a               | Modalità                         |
| -------- | -------------------- | --------------- | -------------------------------- |
| P        | Simone Colombi       | Atalanta        | fine prestito                    |
| P        | Ádám Kovácsik        | Reggina         | fine prestito                    |
| P        | Riccardo Marani      | Santarcangelo   | prestito                         |
| P        | Francesco Forte      | Aversa Normanna | prestito                         |
| P        | Paolo Guerci         | -               | svincolato                       |
| P        | Francesco Rossignoli | Castelfranco    | ?                                |
| D        | Vincent Laurini      | Empoli          | definitivo                       |
| D        | Emanuele Pesoli      | Pescara         | definitivo                       |
| D        | Harallamb Qaqi       | Verona          | fine prestito                    |
| D        | Nicolò Sperotto      | Cosenza         | prestito                         |
| D        | Elia Legati          | Padova          | fine prestito                    |
| D        | Andrea Boron         | Grosseto        | prestito con diritto di riscatto |
| D        | Davide Ferrara       | Juve Stabia     | ?                                |
| D        | Marco Fusar Bassini  | Villa Valle     | prestito                         |
| D        | Alessandro Vinci     | Novese          | prestito                         |
| C        | Alessandro De Vitis  | Sampdoria       | fine prestito                    |
| C        | Ledian Memushaj      | Lecce           | fine prestito                    |
| C        | Alessandro Sgrigna   | Verona          | fine prestito                    |
| C        | Giacomo Ridolfi      | Santarcangelo   | prestito                         |
| C        | Nicolas Teggi        | Castelfranco    | prestito                         |
| C        | Alberto Torelli      | Santarcangelo   | prestito                         |
| C        | Gabriele Boilini     | Lucchese        | prestito                         |
| C        | Boadu Maxwell Acosty | Chievo          | fine prestito                    |
| C        | Luca Bertoni         | Südtirol        | definitivo                       |
| A        | Federico Palmieri    | Santarcangelo   | prestito                         |
| A        | Luca Cognini         | Ancona          | prestito con diritto di riscatto |
| A        | Matteo Ardemagni     | Atalanta        | fine prestito                    |
| A        | Manuel Sarao         | Giana Erminio   | prestito                         |

### Trasferimenti tra le due sessioni
| Acquisti | Acquisti            | Acquisti | Acquisti   |
| R.       | Nome                | da       | Modalità   |
| -------- | ------------------- | -------- | ---------- |
| P        | Roberto Maurantonio | Grosseto | svincolato |
| C        | Alberto Mazzariol   | -        | svincolato |

| Cessioni | Cessioni    | Cessioni | Cessioni      |
| R.       | Nome        | a        | Modalità      |
| -------- | ----------- | -------- | ------------- |
| P        | Ivan Kelava | Udinese  | fine prestito |

### Sessione invernale(dal 5/1 al 2/2/2015)
| Acquisti | Acquisti          | Acquisti        | Acquisti      |
| R.       | Nome              | da              | Modalità      |
| -------- | ----------------- | --------------- | ------------- |
| P        | Matteo Brunelli   | Pavia           | definitivo    |
| P        | Riccardo Marani   | Santarcangelo   | fine prestito |
| D        | Francesco Forte   | Aversa Normanna | fine prestito |
| D        | Marco Modolo      | Parma           | prestito      |
| D        | Nicola Pasini     | Genoa           | prestito      |
| C        | Gabriele Boilini  | Lucchese        | fine prestito |
| C        | Antonio Loi       | Cagliari        | prestito      |
| C        | Salvatore Molina  | Atalanta        | prestito      |
| C        | Mario Pugliese    | Atalanta        | prestito      |
| C        | Alberto Torelli   | Santarcangelo   | fine prestito |
| A        | Federico Palmieri | Santarcangelo   | fine prestito |

| Cessioni | Cessioni           | Cessioni            | Cessioni      |
| R.       | Nome               | a                   | Modalità      |
| -------- | ------------------ | ------------------- | ------------- |
| P        | Jean Claude Consol | Virtus Castelfranco | prestito      |
| P        | Riccardo Marani    | Sambenedettese      | prestito      |
| D        | Francesco Forte    | Vigor Lamezia       | prestito      |
| D        | Valerio Nava       | Atalanta            | fine prestito |
| C        | Gabriele Boilini   | Savoia              | prestito      |
| C        | Fabio Concas       | -                   | svincolato    |
| C        | Elio De Silvestro  | Juventus            | fine prestito |
| C        | Carlos Embalo      | Palermo             | fine prestito |
| C        | Matteo Ricci       | Roma                | fine prestito |
| A        | Pape Dia           | Udinese             | fine prestito |

## Risultati

### Serie B

#### Girone di andata
| Arbitro: | Maresca (Napoli) |

|               |           |             |
| Galabinov 43’ | Marcatori | 58’ Mbakogu |

| Arbitro: | Ros (Pordenone) |

|                                             |           |                               |
| Mbakogu 18’ Poli 56’ Gagliolo 58’ Lollo 66’ | Marcatori | 11’ Petković 41’ Neto Pereira |

| Arbitro: | Abisso (Palermo) |

|             |           |          |
| Claiton 12’ | Marcatori | 90’ Poli |

| Arbitro: | Aureliano (Bologna) |

|                            |           |                           |
| Gagliolo 16’ Di Gaudio 20’ | Marcatori | 30’ Barillà 46’ Nadarevic |

| Arbitro: | Candussio (Cervignano del Friuli) |

|                        |           |                       |
| Catellani 90+1’ (rig.) | Marcatori | 45’ Bianco 60’ Concas |

| Arbitro: | Mariani (Aprilia) |

|                       |           |  |
| César 30’ Troiano 72’ | Marcatori |  |

| Arbitro: | Pasqua (Tivoli) |

|              |           |  |
| Di Gaudio 8’ | Marcatori |  |

| Arbitro: | Manganiello (Pinerolo) |

|          |           |  |
| Comi 31’ | Marcatori |  |

| Arbitro: | Pairetto (Nichelino) |

|                                |           |                     |
| Mbakogu 28’ (rig.), 36’ (rig.) | Marcatori | 38’ (rig.) Sforzini |

| Arbitro: | Pinzani (Empoli) |

|  |           |                                                 |
|  | Marcatori | 45+2’ Concas 45+4’ 46’ Letizia 60’, 84’ Mbakogu |

| Arbitro: | Minelli (Varese) |

|                                           |           |              |
| Bianco 9’ (rig.) Concas 35’ Mbakogu 45+2’ | Marcatori | 74’ Ceravolo |

| Arbitro: | Gavillucci (Latina) |

|             |           |  |
| Mbakogu 49’ | Marcatori |  |

| Bologna 8 novembre 2014, ore 15:00 CET 13ª giornata | Bologna          | 0 – 0 | Carpi | Stadio Renato Dall'Ara (14.996 spett.)\| Arbitro: \| Fabbri (Ravenna) \| |
| Arbitro:                                            | Fabbri (Ravenna) |       |       |                                                                          |

| Arbitro: | Saia (Palermo) |

|                                                             |           |                                |
| Gagliolo 25’ S. Romagnoli 28’ Inglese 38’ 43’ Lasagna 90+4’ | Marcatori | 35’ Barreca 84’ (rig.) Sgrigna |

| Arbitro: | Merchiori (Ferrara) |

|                                                    |           |                                        |
| And. Caracciolo 33’ (rig.), 64’ (rig.), 79’ (rig.) | Marcatori | 38’ Gagliolo 88’, 90+2’ (rig.) Inglese |

| Carpi 29 novembre 2014, ore 15:00 CET 16ª giornata | Carpi            | 0 – 0 referto | Frosinone | Stadio Sandro Cabassi (3.426 spett.)\| Arbitro: \| Abisso (Palermo) \| |
| Arbitro:                                           | Abisso (Palermo) |               |           |                                                                        |

| Arbitro: | Minelli (Varese) |

|  |           |             |
|  | Marcatori | 53’ Mbakogu |

| Arbitro: | Gavillucci (Latina) |

|             |           |  |
| Mbakogu 79’ | Marcatori |  |

| Arbitro: | Chiffi (Padova) |

|               |           |              |
| Bačinovič 12’ | Marcatori | 32’ Gagliolo |

| Arbitro: | Di Paolo (Avezzano) |

|                                                 |           |  |
| Pasciuti 28’ Mbakogu 52’ Struna 58’ Inglese 90’ | Marcatori |  |

| Arbitro: | Fabbri (Ravenna) |

|  |           |                           |
|  | Marcatori | 56’ Di Gaudio 81’ Inglese |

#### Girone di ritorno
| Arbitro: | Pasqua (Tivoli) |

|               |           |                          |
| Di Gaudio 88’ | Marcatori | 17’ Luci 53’ Vantaggiato |

| Arbitro: | Abisso (Palermo) |

|  |           |             |
|  | Marcatori | 24’ Mbakogu |

| Arbitro: | Ripa (Nocera Inferiore) |

|                                  |           |                       |
| Di Gaudio 49’ Mbakogu 78’ (rig.) | Marcatori | 4’ (rig.) Torregrossa |

| Erice 7 febbraio 2015, ore 15:00 CET 25ª giornata | Trapani           | 0 – 0 referto | Carpi | Stadio Polisportivo Provinciale (4.339 spett.)\| Arbitro: \| Mariani (Aprilia) \| |
| Arbitro:                                          | Mariani (Aprilia) |               |       |                                                                                   |

| Carpi 14 febbraio 2015, ore 15:00 CET 26ª giornata | Carpi            | 0 – 0 referto | Spezia | Stadio Sandro Cabassi (2.844 spett.)\| Arbitro: \| Fabbri (Ravenna) \| |
| Arbitro:                                           | Fabbri (Ravenna) |               |        |                                                                        |

| Carpi 21 febbraio 2015, ore 15:00 CET 27ª giornata | Carpi           | 0 – 0 referto | Virtus Entella | Stadio Sandro Cabassi (2.513 spett.)\| Arbitro: \| Ros (Pordenone) \| |
| Arbitro:                                           | Ros (Pordenone) |               |                |                                                                       |

| Vercelli 28 febbraio 2015, ore 15:00 CET 28ª giornata | Pro Vercelli       | 0 – 0 referto | Carpi | Stadio Silvio Piola (2.879 spett.)\| Arbitro: \| Baracani (Firenze) \| |
| Arbitro:                                              | Baracani (Firenze) |               |       |                                                                        |

| Arbitro: | Gavillucci (Latina) |

|                         |           |  |
| Lollo 43’ Lasagna 90+4’ | Marcatori |  |

| Arbitro: | Abbattista (Molfetta) |

|  |           |               |
|  | Marcatori | 14’ Di Gaudio |

| Arbitro: | Pezzuto (Lecce) |

|                |           |                             |
| Sabbione 90+4’ | Marcatori | 51’ Sansovini 64’ Bjarnason |

| Arbitro: | Manganiello (Pinerolo) |

|  |           |                  |
|  | Marcatori | 43’ S. Romagnoli |

| Arbitro: | Di Paolo (Avezzano) |

|           |           |                 |
| Cocco 50’ | Marcatori | 3’, 16’ Lasagna |

| Arbitro: | Pinzani (Empoli) |

|                                      |           |  |
| Pasciuti 37’ Di Gaudio 57’ Lollo 83’ | Marcatori |  |

| Arbitro: | Saia (Palermo) |

|  |           |               |
|  | Marcatori | 41’ Di Gaudio |

| Arbitro: | Sacchi (Macerata) |

|                                     |           |  |
| Mbakogu 9’ Pasciuti 18’ Lasagna 61’ | Marcatori |  |

| Arbitro: | Candussio (Cervignano del Friuli) |

|               |           |  |
| Blanchard 10’ | Marcatori |  |

| Carpi 28 aprile 2015, ore 20:30 CEST 38ª giornata | Carpi                | 0 – 0 referto | Bari | Stadio Sandro Cabassi (4.144 spett.)\| Arbitro: \| Pairetto (Nichelino) \| |
| Arbitro:                                          | Pairetto (Nichelino) |               |      |                                                                            |

| Arbitro: | Baracani (Firenze) |

|            |           |                              |
| Fedato 84’ | Marcatori | 69’ Mbakogu 78’ S. Romagnoli |

| Carpi 9 maggio 2015, ore 15:00 CEST 40ª giornata | Carpi           | 0 – 0 referto | Virtus Lanciano | Stadio Sandro Cabassi (3.088 spett.)\| Arbitro: \| Chiffi (Padova) \| |
| Arbitro:                                         | Chiffi (Padova) |               |                 |                                                                       |

| Arbitro: | Saia (Palermo) |

|                             |           |  |
| Ardemagni 7’ Falcinelli 13’ | Marcatori |  |

| Carpi 22 maggio 2015, ore 20:30 CEST 42ª giornata | Carpi           | 0 – 0 referto | Catania | Stadio Sandro Cabassi (3.600 spett.)\| Arbitro: \| Pasqua (Tivoli) \| |
| Arbitro:                                          | Pasqua (Tivoli) |               |         |                                                                       |

### Coppa Italia

#### Secondo turno
| Arbitro: | Ros (Pordenone) |

|                          |           |            |
| Arma 49’ G. Giovinco 82’ | Marcatori | 54’ Concas |

## Statistiche

### Statistiche di squadra
Statistiche aggiornate al 22 maggio 2015.
| Competizione | Punti | In casa | In casa | In casa | In casa | In casa | In casa | In trasferta | In trasferta | In trasferta | In trasferta | In trasferta | In trasferta | Totale | Totale | Totale | Totale | Totale | Totale | DR |
| Competizione | Punti | G       | V       | N       | P       | Gf      | Gs      | G            | V            | N            | P            | Gf           | Gs           | G      | V      | N      | P      | Gf     | Gs     | DR |
| ------------ | ----- | ------- | ------- | ------- | ------- | ------- | ------- | ------------ | ------------ | ------------ | ------------ | ------------ | ------------ | ------ | ------ | ------ | ------ | ------ | ------ | -- |
| Campionato   | 80    | 21      | 12      | 7       | 2       | 35      | 13      | 21           | 10           | 7            | 4            | 24           | 15           | 42     | 22     | 14     | 6      | 59     | 28     | 31 |
| Coppa Italia | -     | 0       | 0       | 0       | 0       | 0       | 0       | 1            | 0            | 0            | 1            | 1            | 2            | 1      | 0      | 0      | 1      | 1      | 2      | −1 |
| Totale       | 80    | 21      | 12      | 7       | 2       | 35      | 13      | 22           | 10           | 7            | 5            | 25           | 17           | 43     | 22     | 14     | 7      | 60     | 30     | 30 |

### Andamento in campionato
| Giornata  | 1  | 2 | 3 | 4  | 5 | 6 | 7 | 8 | 9 | 10 | 11 | 12 | 13 | 14 | 15 | 16 | 17 | 18 | 19 | 20 | 21 | 22 | 23 | 24 | 25 | 26 | 27 | 28 | 29 | 30 | 31 | 32 | 33 | 34 | 35 | 36 | 37 | 38 | 39 | 40 | 41 | 42 |
| --------- | -- | - | - | -- | - | - | - | - | - | -- | -- | -- | -- | -- | -- | -- | -- | -- | -- | -- | -- | -- | -- | -- | -- | -- | -- | -- | -- | -- | -- | -- | -- | -- | -- | -- | -- | -- | -- | -- | -- | -- |
| Luogo     | T  | C | T | C  | T | T | C | T | C | T  | C  | C  | T  | C  | T  | C  | T  | C  | T  | C  | T  | C  | T  | C  | T  | C  | C  | T  | C  | T  | C  | T  | T  | C  | T  | C  | T  | C  | T  | C  | T  | C  |
| Risultato | N  | V | N | N  | V | P | V | P | V | V  | V  | V  | N  | V  | N  | N  | V  | V  | N  | V  | V  | P  | V  | V  | N  | N  | N  | N  | V  | V  | P  | V  | V  | V  | V  | V  | P  | N  | V  | N  | P  | N  |
| Posizione | 10 | 2 | 4 | 10 | 3 | 7 | 3 | 9 | 5 | 1  | 1  | 1  | 2  | 1  | 1  | 1  | 1  | 1  | 1  | 1  | 1  | 1  | 1  | 1  | 1  | 1  | 1  | 1  | 1  | 1  | 1  | 1  | 1  | 1  | 1  | 1  | 1  | 1  | 1  | 1  | 1  | 1  |

Fonte:  Serie B – Classifiche, su sport.sky.it, Sky Sport. URL consultato il 3 settembre 2014 (archiviato dall'url originale l'11 settembre 2014).
Legenda:

Luogo: C = Casa; T = Trasferta. Risultato: V = Vittoria; N = Pareggio; P = Sconfitta.

### Statistiche dei giocatori
Sono in corsivo i giocatori che hanno lasciato la società a stagione in corso.
| Giocatore        | Serie B  | Serie B | Serie B     | Serie B    | Coppa Italia | Coppa Italia | Coppa Italia | Coppa Italia | Totale   | Totale | Totale      | Totale     |
| Giocatore        | Presenze | Reti    | Ammonizioni | Espulsioni | Presenze     | Reti         | Ammonizioni  | Espulsioni   | Presenze | Reti   | Ammonizioni | Espulsioni |
| ---------------- | -------- | ------- | ----------- | ---------- | ------------ | ------------ | ------------ | ------------ | -------- | ------ | ----------- | ---------- |
| R. Bianco        | 36       | 2       | 10          | 1          | 1            | 0            | 0            | 0            | 37       | 2      | 10          | 1          |
| M. Brunelli      | 0        | 0       | 0           | 0          | -            | -            | -            | -            | 0        | 0      | 0           | 0          |
| F. Concas        | 13       | 3       | 3           | 0          | 1            | 1            | 1            | 0            | 14       | 4      | 4           | 0          |
| E. De Silvestro  | 1        | 0       | 0           | 0          | 0            | 0            | 0            | 0            | 1        | 0      | 0           | 0          |
| P. Dia           | 0        | 0       | 0           | 0          | -            | -            | -            | -            | 0        | 0      | 0           | 0          |
| A. Di Gaudio     | 35       | 8       | 4           | 0          | 1            | 0            | 0            | 0            | 36       | 8      | 4           | 0          |
| R. Dossena       | 1        | -1      | 0           | 0          | 1            | -2           | 0            | 0            | 2        | -3     | 0           | 0          |
| C. Embalo        | 3        | 0       | 0           | 0          | -            | -            | -            | -            | 3        | 0      | 0           | 0          |
| R. Inglese       | 26       | 6       | 4           | 0          | 1            | 0            | 0            | 0            | 27       | 6      | 4           | 0          |
| Gabriel          | 39       | -23     | 1           | 0          | -            | -            | -            | -            | 39       | -23    | 1           | 0          |
| R. Gagliolo      | 34       | 5       | 13          | 1          | 1            | 0            | 0            | 0            | 35       | 5      | 13          | 1          |
| M. Gatto         | 10       | 0       | 1           | 0          | 1            | 0            | 0            | 0            | 11       | 0      | 1           | 0          |
| P. Guerci        | 0        | 0       | 0           | 0          | 0            | 0            | 0            | 0            | 0        | 0      | 0           | 0          |
| I. Kelava        | 1        | -2      | 0           | 0          | -            | -            | -            | -            | 1        | -2     | 0           | 0          |
| S. Laner         | 1        | 0       | 0           | 0          | -            | -            | -            | -            | 1        | 0      | 0           | 0          |
| K. Lasagna       | 29       | 5       | 3           | 0          | 0            | 0            | 0            | 0            | 29       | 5      | 3           | 0          |
| G. Letizia       | 35       | 2       | 4           | 0          | 1            | 0            | 0            | 0            | 36       | 2      | 4           | 0          |
| A. Loi           | 0        | 0       | 0           | 0          | -            | -            | -            | -            | 0        | 0      | 0           | 0          |
| L. Lollo         | 35       | 3       | 12          | 0          | 1            | 0            | 1            | 0            | 36       | 3      | 13          | 0          |
| R. Maurantonio   | 1        | -2      | 0           | 0          | -            | -            | -            | -            | 1        | -2     | 0           | 0          |
| A. Mazzariol     | 0        | 0       | 0           | 0          | -            | -            | -            | -            | 0        | 0      | 0           | 0          |
| J. Mbakogu       | 30       | 15      | 7           | 1          | 1            | 0            | 0            | 0            | 31       | 15     | 7           | 1          |
| M. Mbaye         | 15       | 0       | 1           | 1          | 0            | 0            | 0            | 0            | 15       | 0      | 1           | 1          |
| M. Modolo        | 3        | 0       | 0           | 0          | -            | -            | -            | -            | 3        | 0      | 0           | 0          |
| S. Molina        | 11       | 0       | 0           | 0          | -            | -            | -            | -            | 11       | 0      | 0           | 0          |
| V. Nava          | 1        | 0       | 0           | 0          | -            | -            | -            | -            | 1        | 0      | 0           | 0          |
| L. Pasciuti      | 33       | 3       | 11          | 1          | 0            | 0            | 0            | 0            | 33       | 3      | 11          | 1          |
| F. Palmieri      | 1        | 0       | 0           | 0          | -            | -            | -            | -            | 1        | 0      | 0           | 0          |
| N. Pasini        | 2        | 0       | 0           | 0          | -            | -            | -            | -            | 2        | 0      | 0           | 0          |
| F. Poli          | 30       | 2       | 8           | 0          | 1            | 0            | 1            | 0            | 31       | 2      | 9           | 0          |
| F. Porcari       | 37       | 0       | 15          | 0          | 1            | 0            | 0            | 0            | 38       | 0      | 15          | 0          |
| M. Pugliese      | 1        | 0       | 0           | 0          | -            | -            | -            | -            | 1        | 0      | 0           | 0          |
| F. Ricci         | 0        | 0       | 0           | 0          | -            | -            | -            | -            | 0        | 0      | 0           | 0          |
| S. Romagnoli     | 31       | 3       | 4           | 0          | 1            | 0            | 1            | 0            | 32       | 3      | 5           | 0          |
| A. Sabbione      | 25       | 1       | 3           | 0          | 1            | 0            | 0            | 0            | 26       | 1      | 3           | 0          |
| D. Sarzi Puttini | 1        | 0       | 0           | 0          | -            | -            | -            | -            | 1        | 0      | 0           | 0          |
| E. Suagher       | 20       | 0       | 7           | 1          | -            | -            | -            | -            | 20       | 0      | 7           | 1          |
| A. Struna        | 34       | 1       | 11          | 0          | -            | -            | -            | -            | 34       | 1      | 11          | 0          |
| A. Torelli       | 1        | 0       | 0           | 0          | 0            | 0            | 0            | 0            | 1        | 0      | 0           | 0          |

## Giovanili
Dal sito internet ufficiale della società.
Primavera
- Allenatore Primavera: Enrico Bortolas
- Vice Allenatore: Gianluca Garzon
- Preparatore portieri: Rosario Vitolo
- Fisioterapista: Andrea Saccani
- Preparatore Atletico: Marco Chiessi
- Dirigenti: Giuliano Sacchi, Mario Bagni, Franco Azzani

Allievi Nazionali
- Allenatore Allievi Nazionali: Roberto Canepa
- Preparatore portieri: Rosario Vitolo
- Dirigenti: Gianni Casarini e Guido Gremmo

Giovanissimi Nazionali
- Allenatore Giovanissimi Nazionali: Maurizio Galantini
- Preparatore portieri: Nicolò Arata
- Dirigenti: Edris Boccaletti, Claudio Piccolo, Marcello Formentini

Giovanissimi Regionali
- Allenatore Giovanissimi Regionali: Ferdinando La Manna
- Preparatore portieri: Nicolò Arata
- Dirigenti: Sergio Manfredini, Rino Davolio

Esordienti Regionali
- Allenatore Esordienti Regionali: Andrea Cavicchioli
- Preparatore portieri: Nicolò Arata
- Preparatore atletico: Marco Brandoli
- Dirigenti: Olivo Cipolli, Claudio Bianchini, Roberto Iori

Esordienti Provinciali
- Allenatore Esordienti Provinciali: Riccardo Soragni
- Preparatore portieri: Andrea Debbi
- Dirigenti: Massimo Rustichelli, Giuseppe Piccolo

Pulcini Provinciali
- Allenatori Pulcini Provinciali: Manuele Ferrari, Leonardo Cavallieri
- Preparatore portieri: Andrea Debbi
- Dirigente: Umberto Ferrari, Giuseppe Cagossi